# 杨汤城
杨汤城（1908年—2000年），男，祖籍广东番禺，生于新西兰，中国社会活动家，曾任第二、三届全国人大代表，第二、五届全国政协委员。